# SV Curslack-Neuengamme
SV Curslack-Neuengamme is een Duitse omnisportvereniging uit de Hamburger stadswijken Curslack en Neuengamme. Naast de voetbalafdeling heeft de club nog negen afdelingen. Tussen 1988 en 1992 vormde de club met TSV Kirchwerder de Spielgemeinschaft FSG Vierlande die uiteindelijk door de Hamburger Voetbalbond werd verboden.

## Eindklasseringen vanaf 1969
| Seizoen | Competitie                | Niveau | Eindstand | DFB Pokal | Opmerking                                                     |
| ------- | ------------------------- | ------ | --------- | --------- | ------------------------------------------------------------- |
| 1968/69 | Bezirksliga Bergedorf     | V      | 4         | --        |                                                               |
| 1969/70 | Bezirksliga Bergedorf     | V      | 1         | --        |                                                               |
| 1970/71 | Amateurliga Hamburg Hansa | IV     | 15        | --        |                                                               |
| 1971/72 | Amateurliga Hamburg Hansa | IV     | 4         | --        |                                                               |
| 1972/73 | Amateurliga Hamburg Hansa | IV     | 2         | --        |                                                               |
| 1973/74 | Landesliga Hamburg        | III    | 8         | --        | invoering Oberliga Nord                                       |
| 1974/75 | Landesliga Hamburg        | IV     | 3         | --        |                                                               |
| 1975/76 | Landesliga Hamburg        | IV     | 8         | --        |                                                               |
| 1976/77 | Landesliga Hamburg        | IV     | 8         | --        |                                                               |
| 1977/78 | Landesliga Hamburg        | IV     | 7         | --        |                                                               |
| 1978/79 | Verbandsliga Hamburg      | IV     | 16        | --        |                                                               |
| 1979/80 | Landesliga Hamburg Hansa  | V      | 6         | --        |                                                               |
| 1980/81 | Landesliga Hamburg Hansa  | V      | 5         | --        |                                                               |
| 1981/82 | Landesliga Hamburg Hansa  | V      | 12        | --        |                                                               |
| 1982/83 | Landesliga Hamburg Hansa  | V      | 4         | --        |                                                               |
| 1983/84 | Landesliga Hamburg Hansa  | V      | 15        | --        |                                                               |
| 1984/85 | Bezirksliga Hamburg-Ost   | VI     | ?         | --        |                                                               |
| 1985/86 | Bezirksliga Hamburg-Ost   | VI     | 2         | --        |                                                               |
| 1986/87 | Landesliga Hamburg Hansa  | V      | 14        | --        |                                                               |
| 1987/88 | Bezirksliga Hamburg-Ost   | VI     | 2         | --        |                                                               |
| 1988/89 | Bezirksliga Hamburg-Ost   | VI     | 3         | --        |                                                               |
| 1989/90 | Bezirksliga Hamburg-Ost   | VI     | 1         | --        | Als FSG Vierlande                                             |
| 1990/91 | Landesliga Hamburg Hansa  | V      | 8         | --        | Als FSG Vierlande                                             |
| 1991/92 | Landesliga Hamburg Hansa  | V      | 13        | --        | Als FSG Vierlande                                             |
| 1992/93 | Landesliga Hamburg Hansa  | V      | 8         | --        |                                                               |
| 1993/94 | Landesliga Hamburg Hansa  | V      | 14        | --        |                                                               |
| 1994/95 | Bezirksliga Hamburg-Ost   | VII    | 4         | --        |                                                               |
| 1995/96 | Bezirksliga Hamburg-Ost   | VII    | 4         | --        |                                                               |
| 1996/97 | Bezirksliga Hamburg-Ost   | VII    | 1         | --        |                                                               |
| 1997/98 | Landesliga Hamburg Hansa  | VI     | 7         | --        |                                                               |
| 1998/99 | Landesliga Hamburg Hansa  | VI     | 10        | --        |                                                               |
| 1999/00 | Landesliga Hamburg Hansa  | VI     | 14        | --        |                                                               |
| 2000/01 | Bezirksliga Hamburg-Ost   | VII    | 4         | --        |                                                               |
| 2001/02 | Bezirksliga Hamburg-Ost   | VII    | 8         | --        |                                                               |
| 2002/03 | Bezirksliga Hamburg-Ost   | VII    | 1         | --        |                                                               |
| 2003/04 | Landesliga Hamburg Hansa  | VI     | 4         | --        |                                                               |
| 2004/05 | Landesliga Hamburg Hansa  | VI     | 3         | --        |                                                               |
| 2005/06 | Landesliga Hamburg Hansa  | VI     | 2         | --        |                                                               |
| 2006/07 | Oberliga Hamburg          | V      | 10        | --        |                                                               |
| 2007/08 | Oberliga Hamburg          | V      | 12        | --        |                                                               |
| 2008/09 | Oberliga Hamburg          | V      | 6         | --        |                                                               |
| 2009/10 | Oberliga Hamburg          | V      | 4         | --        |                                                               |
| 2010/11 | Oberliga Hamburg          | V      | 3         | --        |                                                               |
| 2011/12 | Oberliga Hamburg          | V      | 3         | --        |                                                               |
| 2012/13 | Oberliga Hamburg          | V      | 6         | --        |                                                               |
| 2013/14 | Oberliga Hamburg          | V      | 2         | --        |                                                               |
| 2014/15 | Oberliga Hamburg          | V      | 13        | --        |                                                               |
| 2015/16 | Oberliga Hamburg          | V      | 9         | --        |                                                               |
| 2016/17 | Oberliga Hamburg          | V      | 12        | --        |                                                               |
| 2017/18 | Oberliga Hamburg          | V      | 10        | --        |                                                               |
| 2018/19 | Oberliga Hamburg          | V      | 11        | --        |                                                               |
| 2019/20 | Oberliga Hamburg          | V      | 11        | --        | competitie afgebroken i.v.m. coronapandemie.                  |
| 2020/21 | Oberliga Hamburg          | V      | 9         | --        | competitie na 6 wedstrijden afgebroken i.v.m. coronapandemie. |
| 2021/22 | Oberliga Hamburg          | V      | 7         | --        | 5e Staffel Oost                                               |
| 2022/23 | Oberliga Hamburg          | V      | 19        | --        |                                                               |
| 2023/24 | Landesliga Hamburg#Hansa  | VI     | 6         | --        |                                                               |
| 2024/25 | Landesliga Hamburg#Hansa  | VI     | 2         | --        | promotie play-off > TBS Pinneberg: 3-1 (U) / 2-3 (T)          |
| 2025/26 | Oberliga Hamburg          | V      | .         | --        |                                                               |

TSV Buchholz 08 ·
SV Curslack-Neuengamme ·
TuS Dassendorf ·
Eimsbütteler TV ·
SV Halstenbek-Rellingen ·
ETSV Hamburg ·
HEBC ·
TuRa Harksheide ·
HT 16 ·
SSG Nikola Tesla ·
Niendorfer TSV ·
USC Paloma Hamburg ·
TSV Sasel ·
FC Süderelbe ·
SC Victoria Hamburg ·
Vorwärts-Wacker 04 · 
FC Teutonia Ottensen · 
FC Türkiye Wilhelmsburg